# Памятник Стефану Великому (Сучава)
Памятник молдавскому господарю Стефану III Великому (рум. Statuia ecvestră a lui Ştefan cel Mare din Suceava) — бронзовый монумент в г. Сучава, Румыния. В 2004 году внесен в список исторических памятников жудеца Сучава.
Скульптор — Евфимий Бырляну, архитектор — Владимир Флоря.

## История
Конная статуя правившему Молдавским княжеством с 12 апреля 1457 года по 2 июля 1504 года господарю Молдавии Стефану Великому установлена в парке у Сучавской крепости, которая была возведена в XIV веке. С её строительством связан перенос столицы Молдавии из Сирета в Сучаву. Именно из этой цитадели правил наиболее известный господарь Молдавии Стефан III Великий.
Памятник открыт 16 сентября 1977 года в присутствии президента СРР Николае Чаушеску.

## Описание
Монумент Стефану Великому в Сучаве является самым большим памятником такого рода в Румынии. Общая высота с пьедесталом — 23 метра. Размеры бронзовой конной статуи: высота — 8 м, длина — 8 м, ширина — 2 м. Постамент выполнен из травертина, размерами: высота — 15 м, длина — 6 , ширина — 2,10 м.
По бокам в нижней части постамента размещены два больших бронзовых барельефа, на которых изображены битвы Стефана Великого и сцена из жизни его двора. Спереди постамента в верхней его части находится бронзовый герб Молдавского княжества.
При открытии памятника на постаменте были помещены, отлитые в бронзе слова президента Николае Чаушеску: «Защитник земли предков, Стефан Великий, легендарный герой, чья борьба и деятельность были посвящены свободе отчизны и людей, наряду с другими великими правителями страны, заложивших основу создания Румынии». Сбоку была мраморная плита, написанная золотыми буквами: «Открыто 16 сентября 1977 года, в присутствии Николае Чаушеску, генерального секретаря РКП, президента СРР». После Румынской революции (1989) эти надписи были удалены с памятника.
Ныне памятник Стефану Великому в Сучаве, открытый в 1977 году, находится в плачевном состоянии.

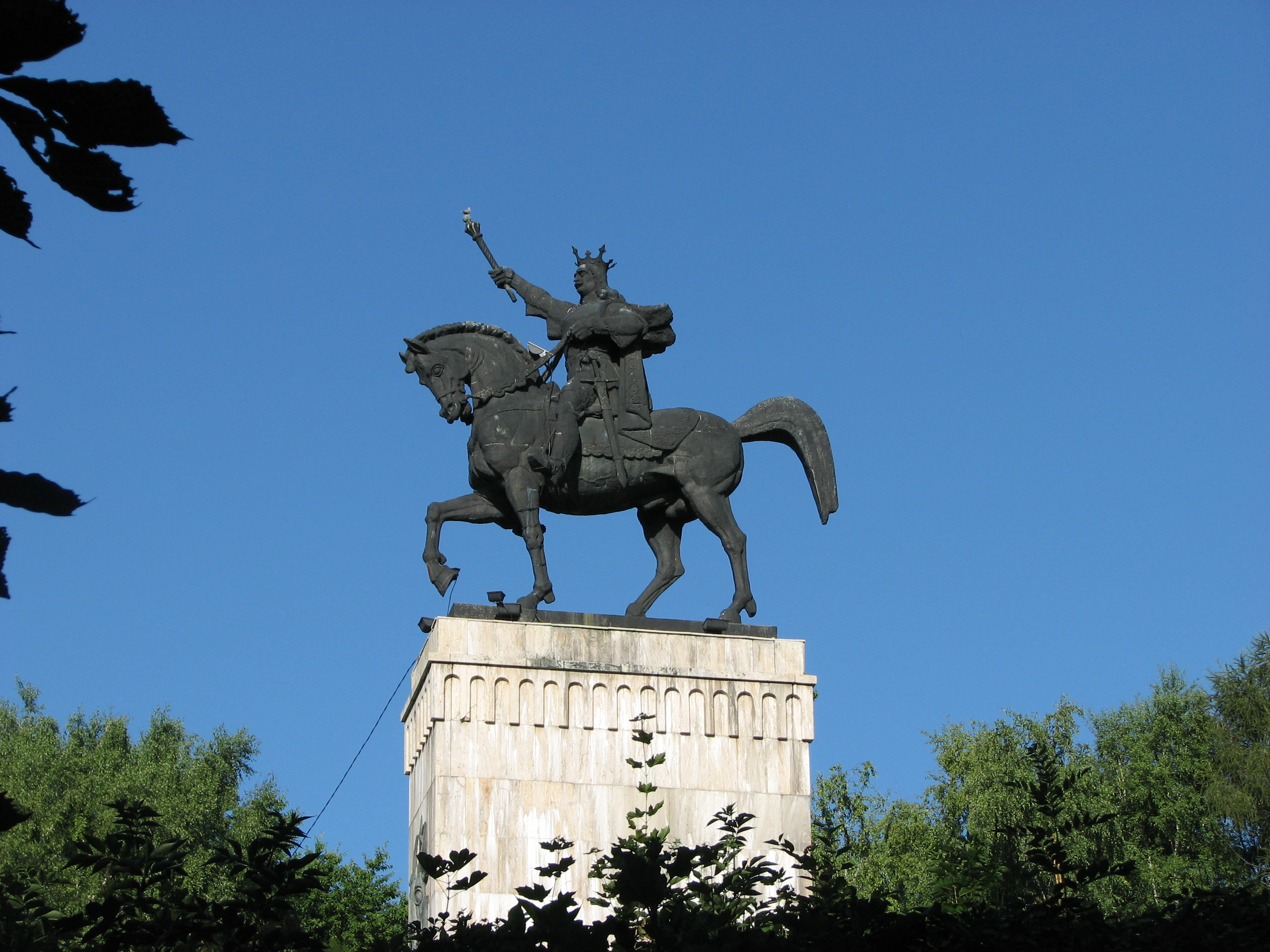
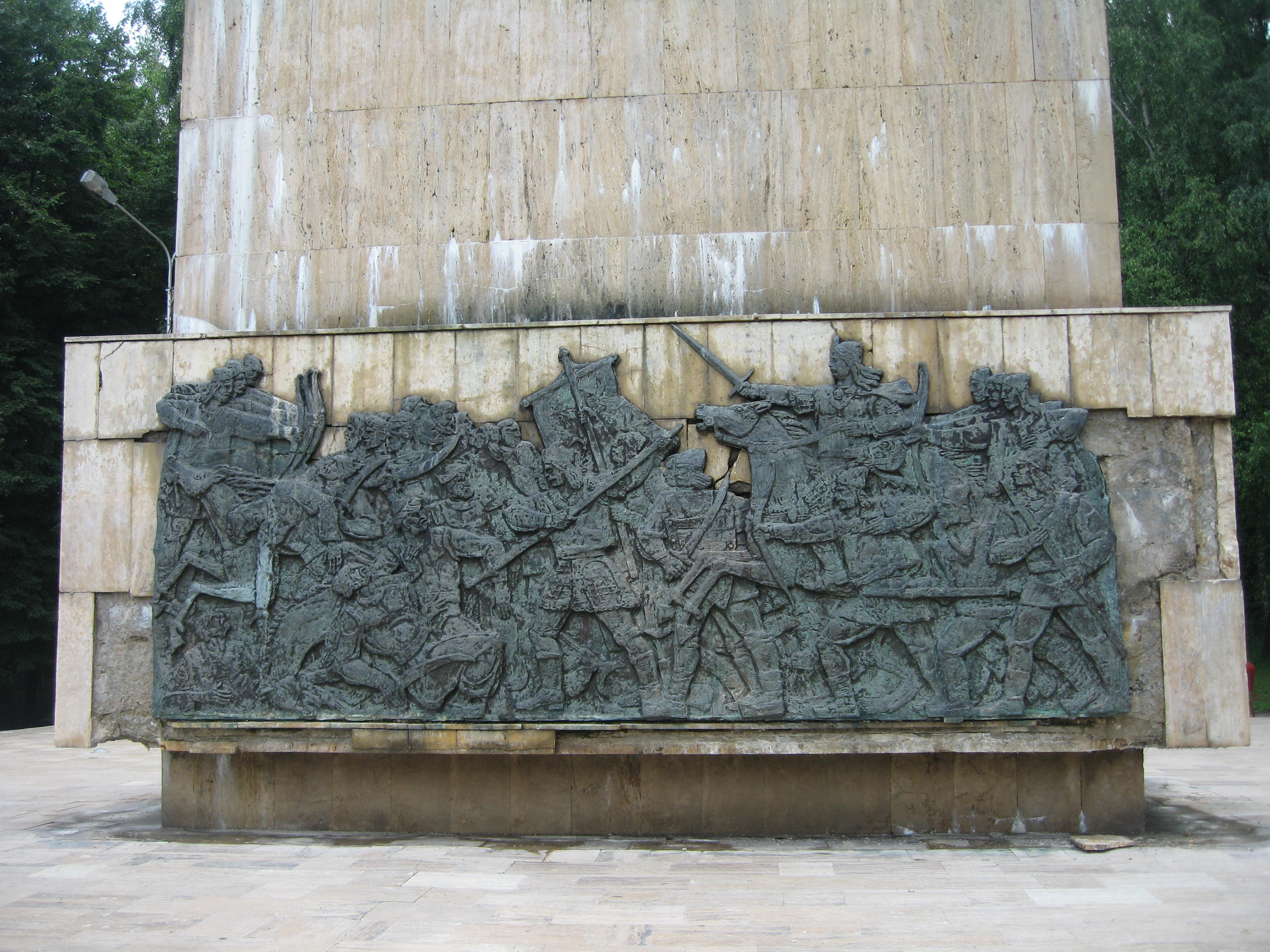